# وینچی (توسکانی)
وینچی (به ایتالیایی: Vinci) یک کومونه در ایتالیا است که در استان فلورانس، ناحیه توسکانی واقع شده‌است.
این شهر زادگاه لئوناردو دا وینچی است.

## خصوصیات
مساحت وینچی ۵۴ کیلومترمربع و جمعیت آن ۱۴٬۳۷۵ نفر است. وینچی ۹۷ متر بالاتر از سطح دریا واقع شده‌است.

## خواهرخوانده
شهر نوسکو خواهرخواندهٔ وینچی است.